# 스누브 폴라드

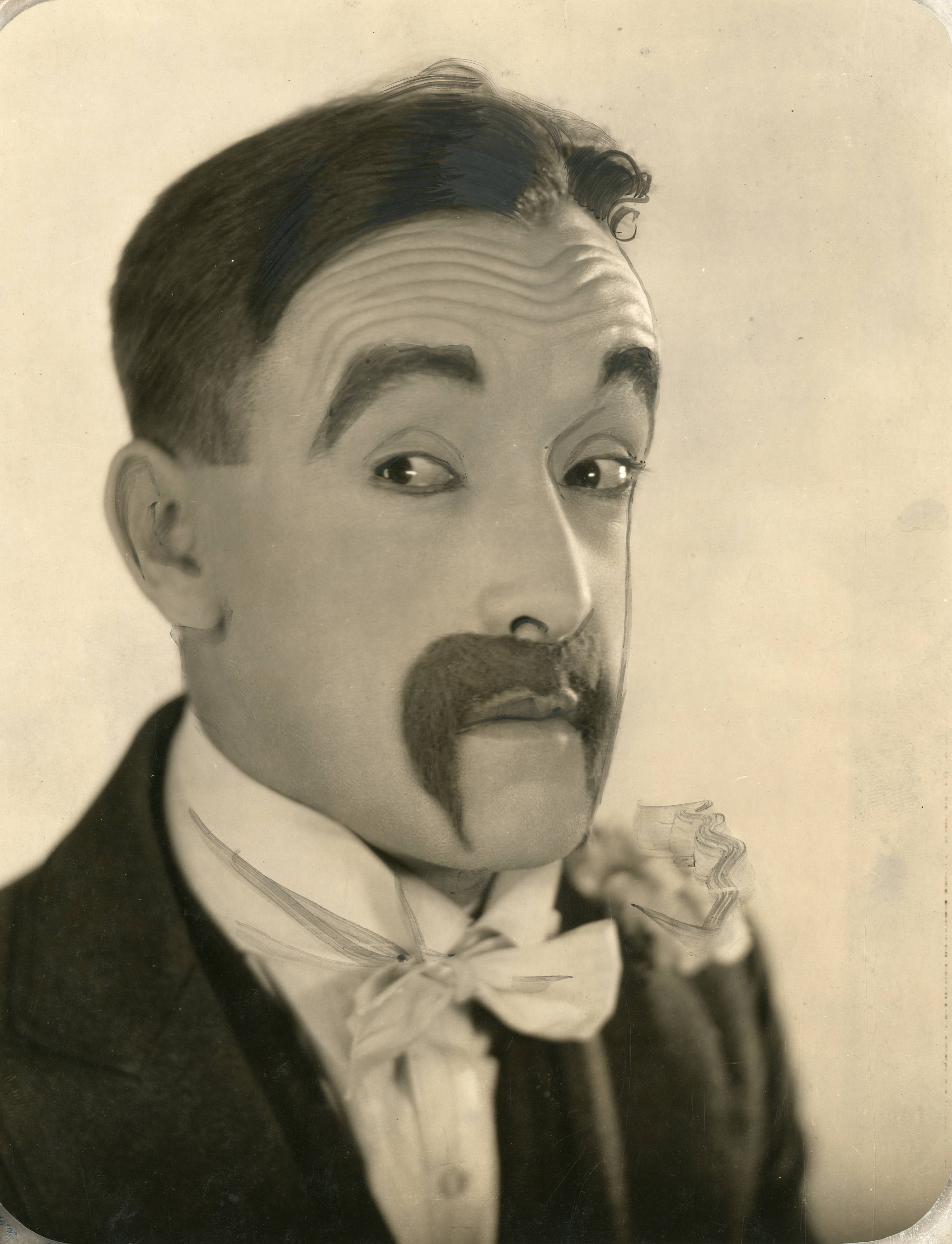

스누브 폴라드(Snub Pollard, 1889년 11월 9일 ~ 1962년 1월 19일)는 오스트레일리아의 배우, 영화배우이다.
멜버른에서 태어났으며 버뱅크에서 사망하였다. 사인은 암이다. 포리스트 론 메모리얼 파크에 매장되었다.

## 영화
- 트위스트 어라운드 더 클락 (1961년)
- 포켓에 가득찬 행복 (1961년)
- 후 워스 댓 레이디 (1960년)
- 페페 (1960년)
- 록-어-바이 베이비 (1958년)
- 천의 얼굴을 가진 사나이 (1957년)
- 피트 켈리의 블루스 (1955년)
- 파크 로우 (1952년)
- 라임라이트 (1952년)
- 사랑은 비를 타고 (1952년)
- 로얄 웨딩 (1951년)
- 이브의 모든 것 (1950년) - 사라 시든스 어워즈 게스트 역
- 더 뷰티풀 브론드 프럼 배쉬풀 벤드 (1949년)
- 언노운 아일랜드 (1948년)
- 조니 벨린다 (1948년)
- 폴라인의 모험 (1947년)
- 틸 더 클라우즈 롤 바이 (1946년)
- 캡틴 재뉴어리 (1936년)
- 쉬 러브스 미 낫 (1918년)
- 경찰 (1916년)
- 바닷가에서 (1915년)